# Exogonium leuconeurum
Exogonium leuconeurum là một loài thực vật có hoa trong họ Bìm bìm. Loài này được (Urb.) House mô tả khoa học đầu tiên năm 1908.